# Papa Lúcio II
O Papa Lúcio II, nascido Gherardo Caccianemici dall’Orso (Bolonha, entre 1075 e 1100 — Roma, 15 de fevereiro de 1145), foi eleito o 166º Papa a 9 de março de 1144 e pontificou até o dia de sua morte.
Nascido Gherardo Caccianemici dal Orso em Bolonha, tornou-se padre em sua cidade natal, e depois foi nomeado cardeal da Basílica de Santa Cruz de Jerusalém, tesoureiro da Igreja e representante papal na Alemanha para os papas Honório II (1124-30) e Inocêncio II (1130-43).
Seu tempestuoso pontificado foi marcado pelo surgimento de uma república revolucionária em Roma, que procurou privar o papa de seu poder temporal, e pelo reconhecimento da suserania papal sobre Portugal.
Em 1144 encontrou-se com Rogério II da Sicília em Ceprano para esclarecer os deveres de Rogério como vassalo da Santa Sé. Lúcio II não estava disposto a aceitar as demandas de Rogério e as rejeitou, mas Rogério II forçou o Papa a aceitar suas condições enviando Roberto de Selby, seu general, ao encontro de Lúcio.
O senado romano, que tomou praticamente todo o poder temporal do Papa durante o pontificado de Inocêncio II e foi dissolvido por Lúcio II, foi ressuscitado, encorajado pela derrota do pontífice Lúcio clamou, sem sucesso, pela ajuda do imperador Conrado III (1138-52) contra o senado e o patrício Giordano Pierleoni, irmão do antipapa Anacleto II, e finalmente marchou contra eles com um pequeno exército. Este confronto também foi perdido por Lúcio II. De acordo com Godofredo de Viterbo, ele foi seriamente ferido por uma pedrada durante a batalha e morreu alguns dias mais tarde em consequência dos ferimentos.